# Rezolucja Rady Bezpieczeństwa ONZ nr 1693
Rezolucja Rady Bezpieczeństwa ONZ nr 1693 została uchwalona 30 czerwca 2006 podczas 5480. posiedzenia Rady.
Rada przedłuża mandat Misji ONZ w Demokratycznej Republice Konga (MONUC) do 30 września 2006 i jednocześnie wyraża zgodę na wzrost liczebności sił Misji powyżej limitów zakreślonych w rezolucjach 1621 i 1635. 